# Ema Klabin

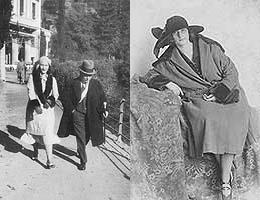
A direita Ema Klabin, e a esquerda Ema e seu pai Hessel Klabin

Ema Gordon Klabin (Rio de Janeiro, 25 de janeiro de 1907 — São Paulo, 27 de janeiro de 1994) foi uma empresária, mecenas e colecionadora brasileira.
Nascida no Rio de Janeiro em 1907, filha dos imigrantes lituanos Fanny e Hessel Klabin. Seu pai foi um dos fundadores das indústria de papel e celulose Klabin.

## Biografia
Na infância, residiu com a família em São Paulo, no bairro de Santa Cecília. Durante a juventude, Ema foi educada na Europa, visitando freqüentemente o Brasil. Sob tutela de professores particulares, tornou-se admiradora de artes plásticas, ópera e música. Demonstra desde cedo apreço pelo colecionismo, adquirindo serviços de porcelana e prataria, tapetes e objetos de arte oriental.
Em 1946, Hessel Klabin faleceu, legando às filhas Ema e Eva Klabin todos os seus bens e nomeando Ema como sua sucessora no conselho da empresa. Sem planos de constituir uma família, Ema passou a se dedicar à atividade empresarial e às atividades filantrópicas e culturais de São Paulo. De forma semelhante ao que fazia sua irmã Eva, radicada no Rio de Janeiro desde 1933, dedicou-se também a ampliar sua coleção de arte, principalmente com aquisições feitas em suas freqüentes viagens à Europa e aos Estados Unidos.
Em 1948, Ema encomendou estudos arquitetônicos para a construção de uma nova residência no terreno que herdara do pai no Jardim Europa, com o objetivo de albergar sua crescente coleção. Dentre os vários estudos apresentados, escolheu o projeto de estilo eclético do engenheiro-arquiteto Alfredo Ernesto Becker, autor de diversas residências no mesmo bairro. Anos mais tarde, construiria ainda uma residência de veraneio em Campos do Jordão, quando não havia mais espaço em sua casa para abrigar as novas peças.
Ema teve uma ativa participação na vida cultural da cidade. Foi membro dos conselhos da Fundação Bienal de São Paulo, do MASP, do Museu de Arte Moderna de São Paulo. Colaborou na criação do Museu Lasar Segall e da Fundação Magda Tagliaferro, foi sócia da Sociedade Cultura Artística e da Orquestra Filarmônica de São Paulo, entre outros. Sua casa converteu-se em um ativo ponto de encontro de importantes personalidades do mundo da política, dos negócios e das artes.

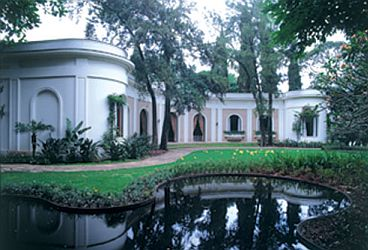
Casa de Ema Klabin, hoje fundação cultural

Na década de 70, sem ter herdeiros diretos e preocupada com o destino de sua coleção, Ema passou a consultar especialistas para auxiliá-la na escolha das instituições aptas a receber coleção. O trágico incêndio do MAM carioca em 1978, no entanto, fez com que optasse por criar uma instituição destinada a preservar o acervo reunido e tornar sua casa um museu aberto à visitação pública, como sua irmã Eva faria mais tarde, no Rio de Janeiro. A Fundação Ema Klabin abriu suas portas ao público em 2007 e recebe milhares de visitantes anualmente, com intensa programação cultural.
Ema morreu em sua casa em 27 de janeiro de 1994, aos 87 anos de idade.